# Edoardo Gori

a Compétitions nationales et continentales officielles uniquement.

b Matchs officiels uniquement.
Dernière mise à jour le 19 mai 2024.
Edoardo Gori, né le 5 mars 1990 à Borgo San Lorenzo (Italie), est un joueur international italien de rugby à XV jouant au poste de demi de mêlée.
Il commence sa carrière en 2009 avec le Rugby Club I Cavalieri Prato, puis s'engage avec le Benetton Trévise l'année suivante et y joue durant neuf ans. En 2019, il rejoint Colomiers, où il finit sa carrière en 2024.

## Biographie

### Jeunesse et formation
Edoardo Gori naît le 5 mars 1990, dans un petit village près de Prato. Il commence à jouer au rugby dans les équipes de jeunes des deux clubs de sa ville, Gispi et Cavalieri.

### Carrière en club
Avec le Rugby Club I Cavalieri Prato, il fait ses débuts en Super 10, le championnat italien, lors de la saison 2009-2010, faisant neuf apparitions.

L'année suivante, en 2010, il s'engage avec le Benetton Trévise.

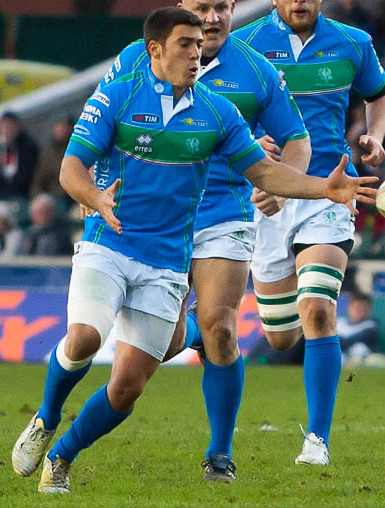
Edoardo Gori, sous les couleurs de Benetton Trévise, en 2012.

En 2019, après neuf saisons à Trévise, il rejoint le Colomiers rugby. En début de saison 2023-2024, il annonce qu'il prendra sa retraite à l'issue de cette saison. Il dispute le dernier match de sa carrière professionnelle lors de la dernière journée de championnat le 17 mai 2024 contre Valence Romans.

### Carrière internationale
Edoardo Gori honore sa première cape internationale en équipe d'Italie le 20 novembre 2010 lors d'une défaite 32-14 contre l'Australie, à seulement 20 ans.  
Avec l'arrivée du nouveau sélectionneur, Jacques Brunel, il est appelé pour participer à la Coupe du monde en 2011, puis devient un titulaire à partir du Tournoi des Six Nations 2012. 
En 2015, il est sélectionné pour sa deuxième Coupe du Monde. 
Alors qu'il était appelé régulièrement en sélection nationale, il n'est pas électionné pour participer à la Coupe du monde 2019. Il fait donc sa dernière apparition avec la Squadra Azzurra durant le Tournoi des Six Nations 2019, lors du match à domicile contre le pays de Galles. 

## Vie privée
Edoardo Gori obtient un diplôme en économie du sport en Italie, puis un Master 2 en gestion d’entreprise à la TBS Education. Il prépare également un CAP de cuisinier afin de se reconvertir dans ce domaine.

## Statistiques

### En sélection nationale
Au 3 avril 2017, Edoardo Gori compte 61 capes avec l'équipe d'Italie, dont 48 en tant que titulaire depuis sa première sélection le 20 novembre 2010 contre l'Australie. Il inscrit six essais, 30 points.
Il compte deux sélections en 2010, sept en 2011, dix en 2012, dix en 2013, huit en 2014, dix en 2015, neuf en 2016 et 5 en 2017.
Edoardo Gori participe à sept éditions du Tournoi des Six Nations en 2011, 2012, 2013, 2014, 2015, 2016 et 2017.
Edoardo Gori participe à deux éditions de la coupe du monde. En 2011, il obtient quatre sélections (Australie, Russie, Irlande, États-Unis) et cinq points (un essai). En 2015, il joue lors de quatre rencontres, face à la France, le Canada, l'Irlande et la Roumanie, match où il inscrit un essai.

## Palmarès
Néant